# 洛林-沃代蒙的路易絲
洛林-沃代蒙的路易絲（法語：Louise de Lorraine-Vaudémont，1553年4月30日—1601年1月29日），法國王后，1575年至1589年在位。
1575年，路易絲與法國國王亨利三世結婚，兩人沒有子女。